# Helmer Stén
Ola Kristian Helmer Stén, född den 30 januari 1879 i Viksjö församling, Västernorrlands län, död den 26 augusti 1950 i Stockholm, var en svensk bankman. 
Stén avlade studentexamen i Härnösand 1898. Han var anställd i Deutsche Banks Hamburgsfilial 1899–1901 och i Comptoir national d'escompte de Paris 1901–1903. Stén blev korrespondent i Härnösands enskilda bank 1904, kamrer vid dess Stockholmskontor 1908, i bankaktiebolaget Norra Sverige samma år, kassadirektör vid dess huvudkontor 1910, verkställande direktör 1912–1914, styrelseledamot och direktör i Stockholms handelsbank 1914, vice verkställande direktör i Svenska handelsbanken 1922, verkställande direktör där 1923 och styrelseordförande där 1944. Han var ordförande i Svenska bankföreningen 1934–1944. Stén blev riddare av Vasaorden 1920 och av Nordstjärneorden 1924 samt kommendör av andra klassen av Vasaorden 1929, kommendör av första klassen av Vasaorden 1934 och av Nordstjärneorden 1943.